# Жан Витавонг
Жан Хамзе Витавонг (на лаоски: Jean Khamsé Vithavong) е лаоски римокатолически духовник, титулярен мъгленски епископ от 1983 година, апостолически викарий на Виентян (1984 - 2017).

## Биография
Роден е на 18 октомври 1942 година в Кенг Садок, Лаос. На 26 януари 1975 година е ръкоположен за свещеник. На 19 ноември 1982 година е избран за титулярен мъгленски епископ и е назначен за апостолически викарий коадютор на Виентян. На 16 януари 1983 година е ръкоположен за мъгленски епископ. На 7 април 1984 година става апостолически викарий на Виентян. На 2 февруари 2017 година подава оставка.